# Шираев, Курбан Алиевич
Курбан Алиевич Шираев (28 марта 1999, Буртунай, Казбековский район, Дагестан, Россия) — российский борец вольного стиля. Член сборной России. Чемпион Европы 2020 года по вольной борьбе, 4-кратный призёр чемпионатов России. По национальности — аварец.

## Карьера
Является воспитанником хасавюртовской школы имени Мавлета Батирова, занимается у тренеров Дагира Алиева и Махмуда Магомедова, чьим дальним родственником он является. В августе 2015 года неудачно выступил на чемпионате мира среди кадетов. В декабре 2018 года стал открытием владикавказского турнира «Аланы», одолев Начына Куулара и Виктора Рассадина, однако в финале уступил Муслиму Садулаеву. В марте 2019 года на VII Международном турнире среди юниоров памяти Романа Дмитриева в Якутске стал победителем, взяв реванш у Муслима Садулаева в финале, на том турнире он признан лучшим борцом. В апреле 2019 года стал чемпионом России среди юниоров. В августе 2019 года в результате предвзятого судейства стал серебряным призёром чемпионата мира среди юниоров в Таллине. В сентябре 2019 года стал победителем турнира на призы Хизри Шихсаидова в дагестанском Буглене. 25 января 2020 года стал победителем Гран-При Иван Ярыгин в Красноярске, сенсационно обыграв в финале олимпийского чемпиона Сослана Рамонова. 4 февраля 2020 года федерацией спортивной борьбы России был включен в состав сборной России для выступления на чемпионате Европы в Риме. В феврале 2020 года на чемпионате континента в итальянской столице, в весовой категории до 65 кг Курбан в схватке за чемпионский титул победил спортсмена из Белоруссии Нюргуна Скрябина и завоевал золотую медаль европейского первенства. 21 июня 2023 года в Каспийске на чемпионате России в схватке за 3 место одолел Арбака Сата из Красноярского края и завоевал бронзовую медаль. В январе 2024 года выиграл золотую медаль на кубке Ивана Ярыгина в Красноярске в весе до 70 кг.

## Достижения
- Чемпионат мира среди юниоров 2019 — ;
- Чемпионат Европы по борьбе 2020 — ;
- Чемпионат России по вольной борьбе 2021 — ;
- Чемпионат России по вольной борьбе 2022 — ;
- Чемпионат России по вольной борьбе 2023 — ;
- Чемпионат России по вольной борьбе 2024 — ;